# Martin von Rango
Martin von Rango (* 18. Oktober 1634 in Kolberg; † 9. August 1688 ebenda; eigentlich Martin Range) war Advokat am kurfürstlich-brandenburgischen Hofgericht, Ratsherr von Kolberg und Historiker.

## Leben
Der Sohn des Kolberger Ratskämmerers Joachim Range und dessen Frau Sophia Heyse besuchte ab 1652 zusammen mit seinen Brüdern Lorenz und Konrad Tiburtius das Gymnasium in Halle. Ab Dezember 1653 bis 1655 studierte er an der Universität Jena. 1657 unternahm er mit seinen Brüdern eine Bildungsreise durch Süddeutschland und wurde anschließend zusammen mit seinen Brüdern an der Universität Gießen immatrikuliert, wo er im gleichen Jahr seine Studien abschloss.
Nach einer weiteren Reise, die ihn über Holland, Brabant und Norddeutschland führte, kehrte er 1658 mit seinen Brüdern nach Kolberg zurück. 1659 erhielt er eine Anstellung als Hofgerichtsadvokat in Kolberg. Wenige Monate später heiratete er dort Barbara Hahn (* 1636). Aus der Ehe gingen vier Kinder hervor.

## Schriften
Martin von Rango beschäftigte sich vor allem mit der Geschichte seiner Heimatstadt Kolberg. Er verfasste zahlreiche Schriften:
- Colberga togata, h. e. Nomenclator theologorum, jureconsultorum, medicorum, philosophorum. Kolberg 1668, (Namensregister von Kolberg)
- Chronicon Colbergense. (Beschreibung von Kolberg im 17. Jahrhundert)
- Colbergsches Feueralphabet. 1675
- Origines Pomeraniae. Colberg 1684, zweite Ausgabe als Pomerania diplomatica, Frankfurt/Oder 1707